# Beverly Hope Atkinson
Beverly Hope Atkinson (* 9. Dezember 1935 in New York City, New York; † 11. Dezember 2001 in Los Angeles, Kalifornien) war eine US-amerikanische Schauspielerin.

## Leben
Atkinson studierte nach ihrem Abschluss an der Hughes High School in Manhattan am City College of New York. Sie erhielt ihre Schauspielausbildung in den 1960er Jahren bei Lee Strasberg in New York und wurde ein Mitglied des The Actors Studio. Sie spielte an Theatern in New York, Los Angeles und Seattle, und nahm an einer Theatertournee durch Skandinavien teil. In Europa trat sie auch im Londoner West End auf.
In den frühen 1970er Jahren zog sie nach Hollywood, wo sie vor allem beim Fernsehen tätig war. Zu ihren wenigen Spielfilmrollen zählte die der Prostituierten Alice in Richard Fleischers Kriminalfilm Polizeirevier Los Angeles-Ost aus dem Jahr 1972. Zudem hatte sie eine größere Nebenrolle im Science-Fiction-Film UFOria. Sie wirkte in einigen Fernsehfilmen mit, darunter Die Schmach des Vergessens von Joseph Sargent mit Leonard Nimoy in der Hauptrolle. Bis Anfang der 1990er Jahre trat Atkinson als Gaststar in zahlreichen Serien wie Bronk, Baretta und Trapper John, M.D. auf. Von 1984 bis 1986 stellte sie die wiederkehrende Rolle der drogensüchtigen Vivian DeWitt in der Krimiserie Polizeirevier Hill Street dar.
Nach ihrer letzten Rolle im Jahr 1991 zog sie sich aus dem Showgeschäft zurück und widmete sich dem Sprachstudium und der Malerei. Sie arbeitete auch als Schauspiellehrerin. Sie erlag 2001 im Alter von 66 Jahren im Midway Hospital in Los Angeles den Folgen ihrer Krebserkrankung.

## Filmografie (Auswahl)

### Fernsehen
- 1972: Sanford and Son
- 1975: Bronk
- 1977: Junge Schicksale (ABC Afterschool Specials)
- 1978: Baretta
- 1981: Trapper John, M.D.
- 1984–1986: Polizeirevier Hill Street (Hill Street Blues)
- 1990: Die besten Jahre (thirtysomething)
- 1991: Die Schmach des Vergessens (Never Forget)

### Film
- 1972: Polizeirevier Los Angeles-Ost (The New Centurions)
- 1973: Starker Verkehr (Heavy Traffic)
- 1975: Cornbread, Earl and Me
- 1985: UFOria